# Brennnessel
Brennnessel – polska internetowa wytwórnia płytowa założona przez członków grupy Kamp!. Promuje i wydaje współczesną elektroniczną muzykę taneczną i "świeże" gatunki muzyki alternatywnej.

## Artyści - podopieczni
- A.J.
- Axmusique
- B Szczesny
- Biernaski
- Bluszcz
- Fair Weather Friends
- Gazella
- Kamp!
- Oxford Drama
- Rebeka
- We Draw A